# Model excelence EFQM
Model excelence EFQM patří v současnosti mezi jeden z nejpropracovanějších moderních přístupů k měření výkonnosti podniku. Model excelence EFQM vychází z principu trvalého zlepšování výkonnosti organizací uplatňovaného prostřednictvím pravidelného sebehodnocení a následné realizace činností zlepšování.[1]
Model excelence EFQM je praktickým, dobrovolným rámcem, který umožňuje organizacím:
- hodnotit, kde se nacházejí na cestě k excelenci - jde o nástroj, který jim pomáhá pochopit klíčové silné stránky a potenciální mezery ve vztahu ke stanovené vizi a poslání;
- připravit společný slovník a způsob uvažování o organizaci usnadňující efektivní sdělování myšlenek jak uvnitř organizace, tak mimo ni;
- sjednotit existující a plánované iniciativy a přitom odstraňovat duplicity a identifikovat mezery;
- připravit základní strukturu pro systém managementu organizace.[1]

## Princip modelu
Evropský model TQM je založen na názoru, že pokud chce organizace dosahovat vynikajících výsledků, je třeba splnit následující tři podmínky:
1. dosažení maximální spokojenosti svých pracovníků,
2. dosažení maximální spokojenosti klientů,
3. respekt firmy jejím okolím.

Evropský model TQM prošel postupně několika změnami a roku 1999 byl jeho název změněn na EFQM Model Excelence. Princip modelu založený na splnění výše zmíněných podmínek se však nezměnil.[4]

## Logika EFQM Modelu Excelence
Logika modelu spočívá v kontinuálním procesu opakování aktivit, jejichž počáteční písmena tvoří zkratku RADAR:
1. required results = určení plánovaných výsledků,
2. plan and develop approaches = plánování a rozvoj přístupů,
3. deploy approaches = realizace přístupů v podniku,
4. assess and refine approaches and deployment = přezkoumání, zhodnocení a zdokonalení přístupů;[4]

## Struktura a hodnocení modelu
Model je tvořen devíti hlavními a dvaatřiceti dílčími kritérii. Tato kritéria jsou v modelu rozdělena do dvou základních oblastí[2]:
1. Oblast předpokladů – doporučuje kroky, které vedou k maximalizaci výsledků podniku. Patří sem kritéria: vedení, politika a strategie, pracovníci, partnerství a zdroje, procesy.
2. Oblast výsledků – ukazuje výsledné hodnoty, kterých bylo v organizaci dosaženo. Patří sem kritéria: výsledky vzhledem k zákazníkům, výsledky vzhledem k zaměstnancům, výsledky vzhledem ke společnosti a klíčové výsledky výkonnosti.

Ne všechna kritéria mají stejnou důležitost, proto je při hodnocení kritérií nutné zahrnout jejich váhu. Po sečtení získaných bodů za jednotlivé oblasti, získá firma celkový počet bodů (maximálně 1000 bodů = 100 %). Pokud podnik dosáhne alespoň 500 bodů, je to považováno za velmi dobrý výsledek.[3]
9 hlavních oblastí Modelu Excelence EFQM [2]:
1) Vedení
Kritérium posuzuje chování a činnosti vedoucích pracovníků  zejména s ohledem  na to, jak prosazují a podporují  systém  řízení kvality. Využívá celkového potenciálu lidských zdrojů organizace (výběr, plánování osobnostního rozvoje, hodnocení pracovního výkonu zaměstnanců, odměňování, vzdělávání, atd.). Vrcholové vedení organizace uplatňuje „management znalostí“, což je soubor metod  a postupů, které umožňují  jedinci, skupině lidí i celé organizaci řídit tvorbu, přenos a sdílení znalostí a jejich využití. Znalostní pracovníci dnes tvoří odhadem  asi polovinu až 2/3 pracovníků v rozvinutých ekonomikách. Mezi znalostní pracovníky patří jak vysoce kvalifikovaní lidé jako jsou např. právníci, vědci, učitelé, manažeři, tak i lidé, vysoce ovládají svou profesi. To, zda je jedinec znalostním pracovníkem  nezáleží pouze na znalostech, které potřebuje ke své práci, ale také na jeho schopnosti je využít a zda je může využít.
Vedoucí pracovníci musí zabezpečit jednotnost účelu, směru a interního prostředí organizace. Úlohou vedení je tedy vytvořit takové prostředí, kde budou pracovníci plně zapojení do dosahování cílů. Vedení musí být kreativní, aktivní a musí jít příkladem, vedoucí by měl být chápavý, inspirovat své podřízené, dodávat jim odvahu a důvěřovat jim. Organizace také musí zajistit zdroje, vzdělání a trénink a zasadit se o rozvoj komunikace. [4]
Dílčí kritéria:
1a) Vedoucí pracovníci rozvíjejí poslání, vizi, hodnoty a etiku a jsou vzorem kultury výjimečnosti (excelence).
1b) Vedoucí pracovníci mají osobní zájem o to, aby byl systém managementu organizace rozvíjen, uplatňován a neustále zlepšován.
1c) Vedoucí pracovníci, zákazníci (žáci) a sociální partneři (rodiče, zaměstnavatelé, zřizovatel apod.) se vzájemně ovlivňují.
1d) Vedoucí pracovníci za spoluúčasti zaměstnanců posilují kulturu výjimečnosti (excelence) v organizaci.
1e) Vedoucí pracovníci identifikují a prosazují organizační změny. [7]
2) Politika a strategie
Zde se klade důraz na postupy, jak organizace implementuje své poslání a vizi prostřednictvím jasně formulované strategie. Tato strategie je orientovaná na naplňování zájmů a požadavků zainteresovaných stran, které jsou rozpracovány do politiky, plánu, cílů a procesu. Podněty pro rozpracování těchto dokumentů přicházejí z různých zdrojů (od zákazníků, z interních procesů měření výkonnosti, z benchmarkingu apod.). [7]
Dílčí kritéria:
2a) Politika a strategie jsou založeny na současných a budoucích potřebách a očekáváních zainteresovaných stran.
2b) Politika a strategie jsou založeny na informacích z měření výkonnosti, z výzkumu, vzdělávání a externích souvisejících činností.
2c) Politika a strategie jsou rozvíjeny, přezkoumávány a aktualizovány.
2d) Politika a strategie jsou sdělovány a aplikovány prostřednictvím struktury klíčových procesů. [7]
3) Pracovníci
Toto kritérium je orientováno na řízení lidských zdrojů. Poskytuje odpověď na otázku, jak určité organizace vytváří a upravují své personální plány, jak probíhá nábor a vzdělávání pracovníků.  Můžeme tedy říci, že se toto kritérium zabývá řízením, rozvíjením, uvolňováním znalostí a celkového potenciálu všech zaměstnanců organizace (včetně jednotlivců a týmů).
Dílčí kritéria:
3a) lidské zdroje jsou plánovány, řízeny a zkvalitňovány.
3b) znalosti a kompetence lidí jsou známy, trvale udržovány a rozvíjeny
3c) zaměstnanci jsou angažování a zmocněni k vykonávání úkolů
3d) všichni zaměstnanci mezi sebou komunikují
3e) zaměstnanci jsou patřičně odměňováni a je o ně pečováno. [6]
4) Partnerství a zdroje
Kritérium je orientováno na to, jak organizace mají plánovat a řídit své vztahy, které jsou postaveny na principu partnerství. Jak mají být rozvíjeny své vnitřní materiálové, finanční i nefinanční zdroje v zájmu naplnění své podnikové politiky. Můžeme tedy říci, že toto kritérium se využívá pro plánování a řízení všech zdrojů v zájmu podpory své politiky a strategie.
Dílčí kritéria:
4a) řízení partnerských vztahů
4b) řízení finančních zdrojů a technologií
4c) řízení budov, zařízení, materiálů
4d) řízení informací a znalostí. [6]
5) Procesy
Kritérium se zaměřuje na oblasti navrhování, řízení, udržování a všech zlepšovacích procesů, které jsou potřebné k naplnění politiky a strategie, uspokojení zákazníků a jiných zainteresovaných stran. Dále se orientuje na zvyšování hodnoty dodávaných produktů zákazníkovi. Průběh procesů je cílevědomě sledován, výsledky jsou měřeny, vyhodnocovány a zkušenosti jsou identifikovány k využití pro další rozvoj organizace.
Pracovníci jsou velice významným zdrojem při řízení procesů a jejich úloha, zainteresovanost na výsledcích jsou často důležitým aspektem, jaký výsledek procesu bude dosažen.
Dílčí kritéria:
5a) Procesy jsou systematicky plánovány, připravovány a řízeny.
5b) Procesy jsou zlepšovány a inovovány dle potřeby, aby v celkovém rozsahu vyhovovaly zákazníkům a jiným zainteresovaným stranám.
5c) Produkty a služby jsou plánovány, připravovány a rozvíjeny na základě potřeb a očekávaných požadavků.
5d) Produkty a služby jsou vyráběny a poskytovány v souladu s požadavky zákazníka a jsou zajišťovány patřičným servisem.
5e) Vztahy se zákazníky jsou řízeny a rozšiřovány, požadované změny jsou zaváděny a dokumenty sledovány. [7]
6) Výsledky vzhledem k zákazníkovi
Zaměřuje se na stálé měření, sledování a hodnocení výsledků s trvalým ohledem na očekávané požadavky a potřeby zákazníků. Jedním hlediskem je samostatný pohled zákazníka na organizace, druhé hledisko tvoří naplňování interních ukazatelů výkonnosti organizace.
Dílčí kritéria:
6a) Měřítka vnímání, které jsou zaměřeny na komunikaci a vztahy zákazníka, schopnosti přípravy a možnosti naplnění požadavků zákazníka.
6b) Ukazatele výkonnosti, které jsou zaměřené na interní výkony organizace vůči zákazníkovi, schopnosti splnit jeho požadavky a dosažené výsledky plnění požadavků zákazníka včetně i negativních výsledků. [7]
7) Výsledky vzhledem k zaměstnancům
Tyto výsledky jsou závislé na tom, jakým způsobem byly zvládnuty procesy identifikované v kritériu 3 – Pracovníci. Jedná se zejména o to, zda bylo kritérium dosaženo při zvyšování motivace a spokojenosti zaměstnanců. Opět se berou v úvahu dva pohledy: pohledy samotných zaměstnanců a relevantní ukazatele vnitřní výkonnosti organizace. Definice EFQM: Excelentní organizace systematicky a komplexně měří a dosahují vynikajících výsledků, s ohledem na své zaměstnance.
Dílčí kritéria:
7a) Měřítka vnímání zaměstnanci.
Tato měřítka vypovídají o vnímání organizace zaměstnanci a jsou odvozena od přehledů, diskusi v ohniskových skupinách, rozhovorů, hodnocení apod. Mohou zahrnovat např.: kariérní rozvoj, komunikace, delegování, úroveň administrativy, vybavení pracovišť
7b) Ukazatele výkonnosti.
Jsou to interní ukazatele používané organizací k monitoringu, pochopení, předvídání a zlepšování výkonnosti zaměstnanců. V závislosti na charakteru organizace mohou zahrnovat např.: dosažení výkonnosti v rozdělování kompetencí, motivaci a angažování, rozsah absencí a nemocnosti, rozsah nehod. [2]
8) Výsledky vzhledem ke společnosti
Toto kritérium je odrazem principu TQM, které definuje nutnost podílet se na regionálním rozvoji, vstřícnosti k občanům, šetrnosti při využívání neobnovitelných přírodních zdrojů, komunikaci a sdílení informací o výsledcích organizace s okolím. Posuzuje se rovněž rozsah externích ocenění organizace.
Dílčí kritéria:
8a) Měřítka vnímání společností.
Tato měřítka ukazují, jak organizace vnímá společnost, a jsou získána ze zpráv, přehledů, tiskových článků, veřejných shromáždění, od zástupců společnosti, vládních úřadů apod. Některá z těchto měřítek mohou být uplatitelná i v rámci dílčího kritéria 8b.
V závislosti na charakteru organizace mohou zahrnovat např.: image, zveřejňování informací, princip rovnosti příležitostí, etické chování, zapojení do činnosti společenských organizací, redukce a prevence znečišťování prostředí.
8b) Ukazatele výkonnosti.
Jsou to interní ukazatele pro monitoring, předvídání a zlepšování výkonnosti organizace a vnímání společností. Kromě ukazatelů v kritériu 8a mohou zahrnovat:
- oznamování změn ve vývoji zaměstnanosti,
- mediální pokrytí,
- rozsah spolupráce s úřady v oblastech: certifikace, celního odbavování, vývozu, dovozu, plánování, schvalování výrobků,
- rozsah získaných ocenění: výměna informací týkajících se nejlepších praktik v oblasti sociální odpovědnosti, sociálních auditů a podávání relevantních zpráv. [2]

9) Klíčové výsledky výkonnosti
Toto kritérium se orientuje na měření klíčových finančních i nefinančních výsledků organizace.   
Dílčí kritéria:  
9a) Klíčové výsledky výkonnosti.  
Zde se sledují například finanční výstupy,vnímání ekonomicky zainteresovaných stran, výkonnost vůči rozpočtu, objem poskytnutých klíčových výrobků nebo služeb nebo výstupy klíčových procesů.  
9b) Klíčové ukazatele výkonnosti.  
Jedná se například o finanční ukazatele, náklady na projekty, klíčové ukazatele výkonnosti procesů, výkonnost partnerů a dodavatelů, technologie, informace a znalosti.    

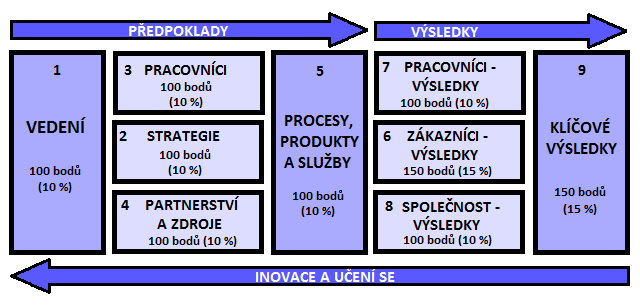
Základní rámec EFQM Modelu Excelence – verze 2013

## Ocenění za jakost v ČR
Národní cena kvality ČR je založena na důsledném a objektivním ověřování účinnosti a účelnosti všech činností organizace a na jejich hodnocení, zejména z pohledu uspokojování potřeb a očekávání zákazníků a dosahování trvale udržitelné ekonomické úspěšnosti. Soubor modelů používaných v Národní ceně kvality ČR vychází z Modelu excelence EFQM, který je používán v Ceně EFQM za excelenci (dříve Evropská cena za kvalitu) a v jejích národních obdobách v mnoha zemích Evropy.[1]